# Linnéa Claeson
Nasceu a 31 de janeiro de 1992, na Cidade de Norrköping, na Suécia. É Jogadora de andebol profissional, foi estudante de Direito, é ativista pelos direitos das mulheres. A sueca Linnéa Claeson é conhecida pelo seu combate ao ódio e ao assédio sexual na Internet. Em vez de ignorar ou de sucumbir ao medo, responde aos seus agressores de forma invulgar. Reage às ameaças e ao assédio com sagacidade e um humor desarmante, expondo os agressores e exigindo que assumam a responsabilidade pelos seus atos. 

O trabalho de Linnéa dá visibilidade ao ódio contra as mulheres e pela promoção da igualdade de género tornou-a um exemplo a seguir para muitas outras mulheres.